# Enki
Enki (sumer: „a föld ura”, „az alsó ura”, sumer: DEN.KI[G], 𒀭𒂗𒆠) a sumer mitológiában a vezető istenhármas tagja, a felszíni édesvizek – folyók, források, kutak és a mitikus édesvizű óceán, az abzu – ura, a bölcsesség és a művészetek istene, az isteni me erők tulajdonosaként a világ sorsának megszabója, kormányzója, kultúrhérosz. Kultuszközpontja Eriduban az Éabzu szentélykörzet volt. Gyakran használt névváltozata a „Nudimmud” („aki készít”), amely teremtő jellegére utal.
Akkád neve a sumerből átvett Éa, a „víz háza”. Ő az istenek közül a legokosabb, gyakran ő hozza helyre a többi isten hibáit. Szimbóluma egy kecskebak-fejű, hal testű kettős lény, szuhurmasú, a zodiákus bak csillagképe. Feleségei a földanya megtestesülései (Ninmah, Damgalnunna, Nintu), valamint An lánya, Ningikuga. Gyermekei Marduk, Aszalluhi és Ningal.

## Enki felemelkedése
Az istenek világa a két őselemtől, az édesvíz Abzutól és a sósvíz Tiamattól származott. Az ő gyermekeik voltak Lahmu és Lahamu, akik viszont Ansart és Kisart szülték, akik pedig Anunak, az első főistennek, az istenek atyjának szülei voltak. A vezető sumer istenhármasba tartozott Anun kívül két fia, a Kitől született Enlil és a Nammutól született Enki. Az istenek azonban zavarták Abzu és Tiámat nyugalmát, ezért elhatározták, hogy elpusztítják őket, ám Enkinek sikerül elaltatnia Abzut, majd megölnie. Ezután teteme, az Eridu melletti tó, az Abzu partján megépíti palotáját, az Éabzut („Abzu háza”, „az édesvíz háza”), ami a mitológiában lakása, ill. a történelemben szentélykörzete lesz. Az Enki és Eridu mítosz szerint mintegy kiemeli Eridut a vízből. Enki itt őrzi a me erőket, amivel a világ sorsát megszabja. A mítosz nagyon régi eredetű, az ásatások szerint Eridu már az Ubaid-kor elején, az ún. Eridu-korban lakott volt.

## Világteremtő, kultúraterjesztő
Az Enki és Ninmah eposz mondja el, hogy kezdetben nem voltak emberek, ezért az isteneknek maguknak kellett dolgozniuk. Enki eközben az ágyában aludt, ezért nem hallotta panaszukat, de anyja, Nammu felkeltette és Enki ezután agyagból meggyúrta az emberek prototípusait és sorsot szabott nekik a me erők birtokosaként.
Az Enki és Ninhurszag eposz Tilmun – a mai Bahreinnel azonosítják – szigetén játszódik, amelynek leírásában nem nehéz felismerni az Édenkertet. Enki édesvizet fakaszt felesége, Ninszikila („szűzi úrnő”) kérésére, majd megkívánja a tőle született lányát, Nintut („a szülés úrnője”), akitől megszületik neki Ninmu („a növényzet úrnője”), akitől pedig Ninkura („a hegy úrnője”), és akitől pedig Uttu („takács”). Enki Uttut is megkörnyékezi álruhában, de ő kikaparja magját és elhinti a földön, amiből nyolc növény sarjad ki. Enki mindegyiket megkóstolja és előírja a rendeltetésüket, azaz Enki a mezőgazdasági kultúra megteremtője. Ide kapcsolódik a Lahar és Asnan mítosz, amelyik az istenek ellátására rendeli a „juh” és „gabona” isteni megszemélyesítőit.
Az Enki és a világrend mítoszban Enki útnak indul és elterjeszti a kultúrát a Tigris és az Eufrátesz mentén. E hagyomány késői továbbélése lehet Bérósszosz Óannésza. A kultúrateremtő szerepkörben az Enmerkar és Aratta ura című eposzban ő szünteti meg az aranykort azzal, hogy az addigi egységes nyelv helyett mindenkinek saját nyelvet ad. Megtermékenyíti a földet és „megszabja a sorsát”. Megteremt az ekét, kapát, téglavető formát, és a gazdasági ágakat egy-egy isten gondjára bízza. Enkimdu („Enki teremtette”) lesz a csatornák és árkok gondozója, Szumukan – a hegyek istene – a növényekkel és állatokkal megtöltött völgyek oltalmazója, Dumuzi, a pásztor, pedig az aklok és karámok őrzője.
Szerepének, mint a világ sorsát megszabóénak, átértékelését jelzi az uruki eredetű III. uri dinasztia idején Innin javára a Innin és Enki mítosz, amelyben Innin csellel megszerzi tőle a me erőket és Eriduból magával viszi Urukba.

## Családfa
A legismertebb mítoszváltozatok szerinti családfa:
|  |  |  |  |  |  |  |  |  |  |  |  | Nintu (Ereškigal) | Nintu (Ereškigal) | Nintu (Ereškigal) | Nintu (Ereškigal) | Nintu (Ereškigal) | Nintu (Ereškigal) |  |  |                    |  |  |  |  |  |  |  | Enki Abzu ura | Enki Abzu ura | Enki Abzu ura | Enki Abzu ura | Enki Abzu ura | Enki Abzu ura |  |  |  |  |  |  |  |  |  |  |  |  |  |  |  |  |  |  |
|  |  |  |  |  |  |  |  |  |  |  |  | Nintu (Ereškigal) | Nintu (Ereškigal) | Nintu (Ereškigal) | Nintu (Ereškigal) | Nintu (Ereškigal) | Nintu (Ereškigal) |  |  |                    |  |  |  |  |  |  |  | Enki Abzu ura | Enki Abzu ura | Enki Abzu ura | Enki Abzu ura | Enki Abzu ura | Enki Abzu ura |  |  |  |  |  |  |  |  |  |  |  |  |  |  |  |  |  |  |
|  |  |  |  |  |  |  |  |  |  |  |  |                   |                   |                   |                   |                   |                   |  |  |                    |  |  |  |  |  |  |  |               |               |               |               |               |               |  |  |  |  |  |  |  |  |  |  |  |  |  |  |  |  |  |  |
|  |  |  |  |  |  |  |  |  |  |  |  |                   |                   |                   |                   |                   |                   |  |  | Ninazu (Tišpak)    |  |  |  |  |  |  |  |               |               |               |               |               |               |  |  |  |  |  |  |  |  |  |  |  |  |  |  |  |  |  |  |
|  |  |  |  |  |  |  |  |  |  |  |  |                   |                   |                   |                   |                   |                   |  |  |                    |  |  |  |  |  |  |  |               |               |               |               |               |               |  |  |  |  |  |  |  |  |  |  |  |  |  |  |  |  |  |  |
|  |  |  |  |  |  |  |  |  |  |  |  |                   |                   |                   |                   |                   |                   |  |  | Ningišzida (Nirah) |  |  |  |  |  |  |  |               |               |               |               |               |               |  |  |  |  |  |  |  |  |  |  |  |  |  |  |  |  |  |  |
|  |  |  |  |  |  |  |  |  |  |  |  |                   |                   |                   |                   |                   |                   |  |  |                    |  |  |  |  |  |  |  |               |               |               |               |               |               |  |  |  |  |  |  |  |  |  |  |  |  |  |  |  |  |  |  |
|  |  |  |  |  |  |  |  |  |  |  |  |                   |                   |                   |                   |                   |                   |  |  | Marduk             |  |  |  |  |  |  |  |               |               |               |               |               |               |  |  |  |  |  |  |  |  |  |  |  |  |  |  |  |  |  |  |
|  |  |  |  |  |  |  |  |  |  |  |  |                   |                   |                   |                   |                   |                   |  |  |                    |  |  |  |  |  |  |  |               |               |               |               |               |               |  |  |  |  |  |  |  |  |  |  |  |  |  |  |  |  |  |  |
|  |  |  |  |  |  |  |  |  |  |  |  |                   |                   |                   |                   |                   |                   |  |  | Nabû               |  |  |  |  |  |  |  |               |               |               |               |               |               |  |  |  |  |  |  |  |  |  |  |  |  |  |  |  |  |  |  |